# Charaxes mitchelli
Charaxes mitchelli är en fjärilsart som beskrevs av Jacques Plantrou och Francis Gard Howarth 1977. Charaxes mitchelli ingår i släktet Charaxes och familjen praktfjärilar. Inga underarter finns listade i Catalogue of Life.